# Заменяющий символ
Заменяющий символ � — в информатике символ, который используется, когда значение символа неизвестно или не может быть выражено в Юникоде.
Этот символ находится на позиции U+FFFD в группе «Специальные символы». Он — самый последний символ базовой многоязычной плоскости (следующие позиции U+FFFE и U+FFFF не заняты символами, а используются для сообщения об ошибках).

## Начертание
Этот символ выглядит как чёрный ромб с вырезанным внутри вопросительным знаком. Это напоминает пиктограмму с вопросительным знаком, а он обозначает неизвестность, неопределённость. В шрифте Quivira по краям есть чёрная окантовка, отделённая от ромба. Это ещё больше делает символ похожим на пиктограмму.

## Использование
Символ используется при отображении текстов, сконвертированных из других кодировок в Юникод для указания на то, что символ исходного текста не имеет эквивалента в Юникоде. Это может произойти из-за неправильной настройки кодировки символов.
Допустим, у нас есть текстовый файл, который содержит немецкое слово für в кодировке ISO 8859-1. Этот текстовый файл был передан по Интернету пользователю, у которого кодировка по умолчанию UTF-8.
Первый байт (0x66) в пределах 0x00-0x7F, UTF-8 отображает его корректно в виде «f». Второй байт (0xFC) — неподходящее значение для начала любого символа в UTF-8, поэтому на месте этого байта браузер отобразит заменяющий символ с целью предупредить пользователя о том, что что-то пошло не так. Третий байт (0x72) также в пределах 0x00-0x7F, UTF-8 отображает его корректно в виде «r». И целое слово будет отображено как f�r.
Текстовый редактор может отобразить заменяющий символ в UTF-8, и при отправке файла обратно, в ISO 8859-1 на месте этого символа получится бессвязное сочетание трёх символов: fï¿½r. Это произойдёт потому, что UTF-8 заменяющего символа — 0xEF 0xBF 0xBD. 0xEF — ï, 0xBF — ¿, 0xBD — ½, а вместе — ï¿½.
В языке программирования Java позиция U+FFFD традиционно используется для обозначения NaN, что не соотносится со значением в Юникоде.